# Naturschutzgebiet Vor’m Hängeberg
Das Naturschutzgebiet Vor’m Hängeberg mit einer Größe von 2,5 ha liegt nördlich von Gudenhagen im Stadtgebiet von Brilon an der Landstraße. Das Gebiet wurde 2001 mit dem Landschaftsplan Hoppecketal durch den Hochsauerlandkreis als Naturschutzgebiet (NSG) ausgewiesen. Es liegt großteils in einer Haarnadelkurve der Bundesstraße 251. Hinter dem ehemaligen Gasthof St. Hubertus liegt südlich das Naturschutzgebiet Feuchtgrünland am Haus Hubertus.

## Gebietsbeschreibung
Beim NSG handelt es sich um einen strukturreichen Extensivgrünlandbereich an überwiegend südexponierten Hängen. Beim Grünland handelt es sich teilweise um Feucht- und Nassgrünland. Im Westen des NSG liegt an einem Quellbach eine ausgedehnte feucht-nasse Hochstaudenflur. Sie ist teilweise als Großseggenried ausgeprägt. Beim Hanggrünland im Nordbereich handelt es sich um eine Fettwiese. Direkt nordöstlich des ehemaligen Gasthofs Hubertus befindet sich ein sehr wertvoller basenreicher Feuchtgrünlandkomplex. Der Feuchtgrünlandkomplex ist teils eine basenreiche Pfeifengraswiese und teilweise eine seggenreiche Feuchtbrache. Im Feuchtgrünlandkomplex gibt es Vorkommen mehrerer Rote-Liste-Arten. Nördlich des Feuchtgrünlandkomplex ragen aus dem flachgründigen Hangbereich einzelne bis 1 m hohe Kalkfelsen hervor. Das Umfeld am Hang ist als Kalkmagerrasen ausgeprägt. Auch hier ist das übrige Hanggrünland als Fettwiese anzusprechen. Das Schutzgebiet ist gegliedert durch Baumreihen, einen schlehenreichen Waldrand und einzelne Gebüsche. Das NSG wird mit Rindern beweidet.
Der Landschaftsplan führt zum Schutzgebiet aus: „Das Gebiet zeichnet sich aus durch die basenreiche Ausprägung seiner Feuchtgrünlandflächen mit dem einzigen Vorkommen des der landesweit stark gefährdeten Zusammengedrückte Quellbinse in weiter Umgebung. Zusätzlich durch den artenreichen Kalkfelsbereich am östlichen Rand des Briloner Massenkalkgebietes. Das Gebiet ist ein Kerngebiet in der Fließgewässer-Verbundachse des Bach- und Talsystems der Hoppecke und wichtiger wichtiger randlicher Trittsteinbiotop der Briloner Kalkfelskuppen und Kalkmagerrasen.“

## Pflanzenarten im NSG
Im Gebiet kommen gefährdete Pflanzenarten vor. Es wurden durch das Landesamt für Natur, Umwelt und Verbraucherschutz Nordrhein-Westfalen Pflanzenarten wie Acker-Witwenblume, Bachbunge, Berg-Platterbse, Besenheide, Blutwurz, Breitblättriger Thymian, Dornige Hauhechel, Dreizahn, Echte Nelkenwurz, Echter Wiesenhafer, Echtes Johanniskraut, Echtes Labkraut, Echtes Mädesüß, Färber-Ginster, Gamander-Ehrenpreis, Gelbes Sonnenröschen, Gemeine Braunelle, Gemeines Hornkraut, Gewöhnliche Kreuzblume, Gras-Sternmiere, Großer Wiesenknopf, Gundermann, Jakobs-Greiskraut, Kleine Bibernelle, Kleiner Baldrian, Kleiner Odermennig, Kleiner Sauerampfer, Kleiner Wiesenknopf, Kleines Habichtskraut, Knoblauchsrauke, Kohldistel, Kriechender Günsel, Kriechender Hahnenfuß, Kuckucks-Lichtnelke, Magerwiesen-Margerite, Mittlerer Wegerich, Moor-Labkraut, Moschus-Malve, Platthalm-Quellried, Ross-Minze, Rundblättrige Glockenblume, Schlangen-Knöterich, Skabiosen-Flockenblume, Spitzlappiger Frauenmantel, Spitz-Wegerich, Sumpf-Pippau, Sumpf-Schafgarbe, Sumpf-Vergissmeinnicht, Tauben-Skabiose, Teich-Schachtelhalm, Teufelsabbiss, Wald-Engelwurz, Wasserdost, Wasser-Minze, Weißes Labkraut, Wiesen-Bärenklau, Wiesen-Flockenblume, Wiesen-Kerbel, Wiesen-Pippau, Wiesen-Platterbse, Wiesen-Schafgarbe, Wiesen-Schaumkraut und Zaun-Wicke nachgewiesen.

## Schutzzweck
Das NSG soll das Grünland schützen. Wie bei allen Naturschutzgebieten in Deutschland wurde in der Schutzausweisung darauf hingewiesen, dass das Gebiet „wegen der Seltenheit, besonderen Eigenart und Schönheit des Gebietes“ zum Naturschutzgebiet wurde.
Der Landschaftsplan führt zum speziellen Schutzzweck auf: „Erhaltung unterschiedlicher Grünlandgesellschaften, die auf kleinräumigen geologischen Besonderheiten basieren, als Lebensräume für gefährdete Pflanzenarten.“

## Naturschutzmaßnahmen

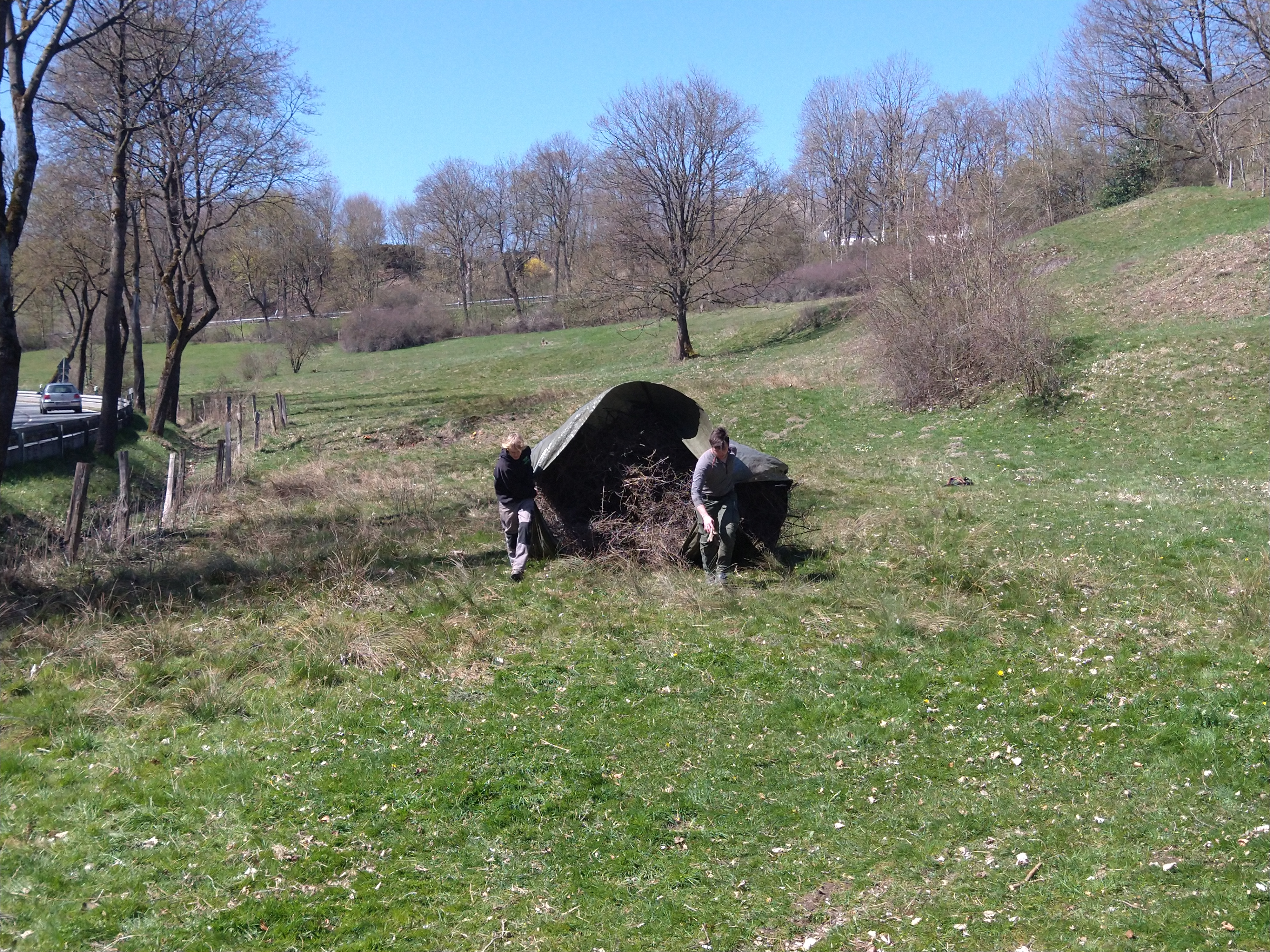
Mitarbeiter der Biologischen Station Hochsauerlandkreis ziehen mit Plane abgemähte Stockausschläge zu einem Häcksler

Das NSG wurde Großteils vom Verein für Natur- und Vogelschutz im Hochsauerlandkreis (VNV) angekauft um es extensiv zu beweiden. Im Winter 2013/2013 wurden in großem Umfang Bäume und Büsche im Gebiet umgesägt. Im April 2013 wurde dieses Gehölzmaterial von einem Forsthäcksler gehäckselt. Das Häckselgut wurde für die Hackschnitzelheizung der Stadt Brilon abgefahren.